# Хасаншин, Мансур Рахипович
Мансур Рахипович Хасаншин (12.12.1923 — 13.04.1975) — командир миномётной роты 9-й гвардейской механизированной бригады 3-го гвардейского механизированного корпуса, гвардии лейтенант. Герой Советского Союза.

## Биография
Родился 12 декабря 1923 года в Ростове-на-Дону. Татарин. Член ВКП(б)/КПСС с 1943 года. Окончил 10 классов в городе Кизел Пермской области.
В Красной Армии с марта 1941 года. Окончил Смоленское артиллерийское училище (эвакуированное в Ирбит) в 1942 году. В действующей армии с ноября 1942 года. Воевал на Западном, Юго-Западном, Сталинградском, Воронежском, 1-м Украинском, 3-м Белорусском и 1-м Прибалтийском фронтах. Участвовал в боях под Сталинградом, на Курской дуге, Левобережной Украине, в Прибалтике.
Командир миномётной роты 9-й гвардейской механизированной бригады гвардии лейтенант Xасаншин отличился в конце сентября — начале октября 1943 года при захвате плацдарма в районе села Селище.
30 сентября 1943 года в числе первых на подручных средствах его рота переправилась через Днепр и с ходу вступила в бой. Особенно угрожающим оказалось положение на правом фланге. К группе советских автоматчиков устремилось до роты фашистов. Хасаншин, установив миномёты в воронки, немедленно открыл огонь по врагу из всех миномётов и отбил атаку. Так повторялось дважды. Во второй половине дня противники, получив подкрепление, снова перешли в наступление. У миномётчиков оставалось всего полтора десятка мин. Хасаншин принял решение — распределить мины между двумя расчётами, а остальным бойцам приготовиться к атаке. Глубоким обходом командир вывел своих солдат во фланг врага. Наши бойцы бросились в атаку, внезапно навалились на врагов, и противники вынуждены были отступить. При отражении многочисленных контратак противника на захваченный плацдарм 2 октября 1943 года миномётчики трижды вступали в рукопашные схватки. За три дня боёв рота гвардии лейтенанта Хасаншина отразила двадцать три атаки.
Указом Президиума Верховного Совета СССР от 3 июня 1944 года за мужество, отвагу и героизм гвардии лейтенанту Хасаншину Мансуру Рахиповичу присвоено звание Героя Советского Союза с вручением ордена Ленина и медали «Золотая Звезда» № 4350.
В 1945 году окончил Высшую офицерскую артиллерийскую школу. Участник парада Победы в Москве. После войны гвардии старший лейтенант Xасаншин — в запасе.
Жил в городе Москве без прописки, нигде не работал. Несколько раз задерживался милицией на железной дороге за продажу поддельных проездных документов. В 1946 году потерял «Золотую Звезду» Героя. В январе 1950 года Линейным судом Ярославской железной дороги был осужден по статье 59-8 часть 3 и 192-а к 3 годам исправительно-трудовых лагерей. Это была уже вторая судимость. Указом Президиума Верховного Совета СССР от 31 октября 1950 года был лишён звания Героя Советского Союза.
После отбытия срока наказания работал в Чукотском национальном округе, в городе Ростов-на-Дону. Восстановлен в звании Героя Советского Союза и в правах на награды 2 января 1959 года. С 1960 года жил в городе Южно-Сахалинск. Работал в механизированной колонне «Дальэнергостроя».
Умер 13 апреля 1975 году и был похоронен на старом городском кладбище Южно-Сахалинска.
Награждён орденами Ленина, Красного Знамени, Отечественной войны 2-й степени, двумя орденами Красной Звезды, медалями «За оборону Сталинграда», «За оборону Кавказа», «За победу над Германией», «За взятие Вены».

## Публикации в периодике
- М. Хасаншин. Начало пути на Берлин // Советский Сахалин. — 1971. — 17 декабря (№ 297). — С. 3.